# Wołodymyr Saldo
Wołodymyr Wasylowycz Saldo (ukr. Володимир Васильович Сальдо; ros. Владимир Васильевич Сальдо; ur. 12 czerwca 1956 w Żowtnewem (obecnie część Mikołajowa pod nazwą Bohojawłenśkyj) – ukraiński polityk, samorządowiec, inżynier i ekonomista. W latach 2002–2012 i 2014–2015 mer Chersonia, w latach 2012–2014 deputowany Rady Najwyższej Ukrainy, od 29 kwietnia do 4 sierpnia 2022 i ponownie od 19 września szef Chersońskiej Wojskowo-Cywilnej Administracji (de facto gubernator większości terytorium okupowanego przez Rosję obwodu chersońskiego).

## Życiorys
Syn robotnika Wasyla i lekarki Miry. W 1978 ukończył studia z inżynierii budownictwa w Instytucie Górnictwa w Krzywym Rogu, w 2008 uzyskał stopień kandydata nauk ekonomicznych w jednym z lwowskich instytutów naukowych. Od 1978 do 2001 pracował jako inżynier i szef działu instalacji w z przedsiębiorstwach budowlanych w Chersoniu, w międzyczasie przez pięć lat działał jako doradca wojskowy Armii Mongolskiej Republiki Ludowej. Później został szefem lokalnej stowarzyszenia inżynierów i inwestorów, a w 2015 został współwłaścicielem firmy działającej w Czechach. W 2016 został tymczasowo aresztowany na Dominikanie w związku z zarzutami porwania.
W 1998 po raz pierwszy wybrany do rady miejskiej Chersonia. W 2001 wstąpił do Partii Regionów. W latach 2001–2002 był zastępcą szefa Chersońskiej Obwodowej Administracji Państwowej, odpowiedzialnym m.in. za budownictwo i mieszkalnictwo. Od 2002 do 2012 sprawował funkcję mera Chersonia, trzykrotnie wygrywając wybory. W latach 2012–2014 był deputowanym Rady Najwyższej Ukrainy VII kadencji. W 2014 czasowo przeniósł się do Rosji. W tym samym roku powrócił na stanowisko mera i przystąpił do ugrupowania Nasz Kraj. W wyborach samorządowych w 2015 ponownie kandydował, uzyskując mandat w radzie miejskiej Chersonia. W 2020 założył własne lokalne stronnictwo Blok Wołodymyra Saldo (zostało ono zdelegalizowane w 2022 z racji popierania rosyjskiej agresji na terytorium ukraińskie). W 2020 po raz kolejny ubiegał się o fotel mera, przegrał w drugiej turze.
W 2022 po rosyjskiej inwazji na Ukrainę podjął współpracę z Rosjanami, początkowo deklarując, że nie zamierza tworzyć w Chersoniu „republiki ludowej” takiej, jak w Doniecku czy Ługańsku. 10 marca 2022 został wiceprzewodniczącym Komitetu Ocalenia dla Pokoju i Porządku, organizacji faktycznie wspierającej Rosjan i tworzącej nową lokalną administrację. 26 kwietnia 2022 powołany przez okupantów na stanowisko szefa Chersońskiej Wojskowo-Cywilnej Administracji (de facto gubernatora obwodu chersońskiego, w większości zajętego przez wojska rosyjskie). Uzyskał także rosyjski paszport. Podczas jego rządów zapowiedziano przeprowadzenie referendum w sprawie przyłączenia okupowanej części obwodu chersońskiego do Rosji. Z czasem wpływy na tym obszarze przejęli jednak sami Rosjanie, marginalizując Saldę i innych ukraińskich kolaborantów. Na początku sierpnia 2022 zapadł na bliżej nieokreśloną chorobę i trafił do szpitala najpierw na Krymie, a następnie w Moskwie (według części źródeł otruto go i zapadł w śpiączkę). Na stanowisku zastąpił go wówczas tymczasowo Siergiej Jelisiejew. 12 września 2022 w mediach pojawiły się niepotwierdzone informacje o jego śmierci. 18 września 2022 powrócił do Chersonia, według części źródeł ponownie objemując kierownictwo nad miejscową administracją i przeprowadzeniem referendum. 30 września uczestniczył w oficjalnej uroczystości w Moskwie, podczas której Władimir Putin potwierdził wyniki referendum, uznając „niezależność” obwodu chersońskiego i zamiar jego formalnej aneksji przez Rosję. Wstąpił także do Jednej Rosji. Z dniem 5 października po aneksji obwodu chersońskiego został jego tymczasowym gubernatorem.
W związku z działalnością we władzach okupacyjnych w czerwcu 2022 został objęty sankcjami Unii Europejskiej, a w sierpniu 2022 sankcjami Stanów Zjednoczonych. Ukraińska prokuratura wszczęła wobec niego postępowanie o zdradę stanu.

## Odznaczenia
Odznaczony m.in. Orderem „Za zasługi” III klasy (1999), II klasy (2006) i I klasy (2011), Orderem Świętego Sergiusza Radoneżskiego II klasy (2005) i Orderem św. Jana Ewangelisty (przyznanym przez Ukraiński Kościół Prawosławny w 2008), a także odznaczeniami organizacji i jednostek samorządowych.